# 土々呂郵便局
土々呂郵便局（ととろゆうびんきょく）は、宮崎県延岡市にある郵便局。民営化前の分類では集配特定郵便局であった。

## 概要
住所：〒889-0599 宮崎県延岡市土々呂町4-4086

## 沿革
- 1882年（明治15年）7月1日 - 土々呂郵便局として開設[1]。
- 1885年（明治18年）10月16日 - 貯金取扱を開始。
- 1891年（明治24年）2月21日 - 為替取扱を開始。
- 1897年（明治30年）2月16日 - 土々呂郵便電信局となる。
- 1903年（明治36年）4月1日 - 通信官署官制の施行に伴い土々呂郵便局となる。
- 1968年（昭和43年）12月8日 - 電話の加入および料金に関する簡易な事務を除く電話交換業務を延岡電報電話局に移管[2]。
- 2007年（平成19年）10月1日 - 民営化に伴い、併設された郵便事業延岡支店土々呂集配センターに一部業務を移管。
- 2012年（平成24年）10月1日 - 日本郵便株式会社発足に伴い、郵便事業延岡支店土々呂集配センターを土々呂郵便局に統合。

## 取扱内容
- 郵便、印紙、ゆうパック、内容証明
- 貯金、為替、振替、振込、国際送金、国債
- 生命保険、バイク自賠責保険
- ゆうちょ銀行ATM
- 延岡市内の南部地域（郵便番号889-05xx地域）の集配業務

## 周辺
- 延岡市立土々呂小学校
- 延岡市役所伊方支所
- 土々呂漁港
- 国道10号

## アクセス
- JR日豊本線 土々呂駅から東へ500m（徒歩約14分）
- 宮崎交通バス 洲の鼻停留所下車
- 宮崎県道224号遠見半島線沿い
- 駐車場あり：4台